# Convenzione di Montréal
La Convenzione di Montréal (ufficialmente, Convenzione per l'unificazione di alcune norme relative al trasporto aereo internazionale) è un trattato multilaterale adottato a seguito di un incontro diplomatico degli Stati membri dell'ICAO a Montréal nel 1999. La Convenzione ha modificato importanti disposizioni del regime in materia di compensazione così come contenute nella Convenzione di Varsavia per le vittime di disastri aerei. La Convenzione si pone l'obiettivo di garantire l'uniformità e la prevedibilità delle norme in materia di trasporto internazionale di passeggeri, bagagli e merci. Pur mantenendo le disposizioni essenziali, che hanno servito la comunità del trasporto aereo internazionale per diversi decenni (ad esempio, il regime di Varsavia), il nuovo trattato modernizza alcune disposizioni in settori chiave. Protegge i passeggeri con l'introduzione di un sistema di responsabilità a due livelli che elimina la necessità di provare qualsivoglia negligenza volontaria da parte del vettore aereo e prevede la possibilità di ottenere più di 75.000 dollari di danni. Queste disposizioni dovrebbero eliminare o ridurre i tempi di contenzioso.
La Convenzione di Montréal del 1999 nonché il Regolamento 889/2002/CE, che recepisce in un contesto comunitario quanto definito a livello internazionale dalla convenzione regola la pretesa risarcitoria in caso di problematiche riguardanti la consegna dei bagagli.
La responsabilità del vettore aereo in caso di smarrimento o danneggiamento del bagaglio è prevista dall’art. 17 della Convenzione di Montréal, che così recita “Il vettore è responsabile del danno derivante dalla distruzione, perdita o deterioramento dei bagagli consegnati, per il fatto stesso che l'evento che ha causato la distruzione, la perdita o il deterioramento si è prodotto a bordo dell'aeromobile oppure nel corso di qualsiasi periodo durante il quale il vettore aveva in custodia i bagagli consegnati“.
Il limite di responsabilità del vettore stesso è invece disciplinato dall’art. 22 della Convenzione di Montréal, con un risarcimento fino a 100.000 DSP (Diritti Speciali di Prelievo) per passeggero , pari a circa € 110.694,93 e fino a 17 DSP (circa 19 euro) per kg di bagaglio in caso di compagnie aeree che aderiscono alla Convenzione di Varsavia.
Chi ritenga, in base al presente regolamento, di aver subito un pregiudizio maggiore di quello risarcito dalla compagnia aerea, potrà anche agire per tale danno ulteriore, purché, al momento del check-in abbia provveduto ad effettuare una dichiarazione speciale di interesse alla consegna, dietro pagamento di una tassa supplementare.
In tal caso il vettore aereo sarà tenuto al risarcimento sino a concorrenza della somma dichiarata.
| Stato Membro              | Data di entrata in vigore | Note                                          |
| ------------------------- | ------------------------- | --------------------------------------------- |
| Afghanistan               | -                         | Convenzione di Varsavia e Protocollo dell'Aja |
| Albania                   | 2004 dicembre 19          |                                               |
| Algeria                   | -                         | Convenzione di Varsavia e Protocollo dell'Aja |
| Andorra                   | 2004 giugno 28            |                                               |
| Angola                    | -                         | Convenzione di Varsavia e Protocollo dell'Aja |
| Antigua e Barbuda         | -                         | "Nessun protocollo internazionale"            |
| Argentina                 | 2010 febbraio 14          |                                               |
| Armenia                   | 2010 giugno 15            |                                               |
| Australia                 | 2009 gennaio 24           |                                               |
| Austria                   | 2004 giugno 28            |                                               |
| Azerbaigian               | 2015 aprile 11            |                                               |
| Bahamas                   |                           | Firmata. Non ratificata                       |
| Bahrein                   | 2003 novembre 4           |                                               |
| Bangladesh                |                           | Firmata. Non ratificata                       |
| Barbados                  | 2003 novembre 4           |                                               |
| Bielorussia               | -                         | Convenzione di Varsavia e Protocollo dell'Aja |
| Belgio                    | 2004 giugno 28            |                                               |
| Belize                    | 2003 novembre 4           |                                               |
| Benin                     | 2004 maggio 29            |                                               |
| Bhutan                    | -                         | "Nessun protocollo internazionale"            |
| Bolivia                   | 2015 luglio 5             |                                               |
| Bosnia ed Erzegovina      | 2007 maggio 8             |                                               |
| Botswana                  | 2003 novembre 4           |                                               |
| Brasile                   | 2006 luglio 18            |                                               |
| Brunei                    | -                         | Convenzione di Varsavia                       |
| Bulgaria                  | 2004 gennaio 9            |                                               |
| Burkina Faso              | 2013 agosto 25            |                                               |
| Burundi                   | -                         | "Nessun protocollo internazionale"            |
| Capo Verde                | 2004 ottobre 22           |                                               |
| Cambogia                  |                           | Firmata. Non ratificata                       |
| Camerun                   | 2003 novembre 4           |                                               |
| Canada                    | 2003 novembre 4           |                                               |
| Rep. Centrafricana        |                           | Firmata. Non ratificata                       |
| Ciad                      | -                         | "Nessun protocollo internazionale"            |
| Cile                      | 2009 maggio 18            |                                               |
| Cina                      | 2005 luglio 31            |                                               |
| Colombia                  | 2003 novembre 4           |                                               |
| Comore                    | -                         | Convenzione di Varsavia                       |
| Rep. del Congo            | 2012 febbraio 17          |                                               |
| Costa Rica                | 2011 agosto 8             |                                               |
| Costa d'Avorio            | 2015 aprile 5             |                                               |
| Croazia                   | 2008 marzo 23             |                                               |
| Cuba                      | 2005 dicembre 13          |                                               |
| Cipro                     | 2003 novembre 4           |                                               |
| Rep. Ceca                 | 2003 novembre 4           |                                               |
| Corea del Nord            | -                         | Convenzione di Varsavia e Protocollo dell'Aja |
| RD del Congo              | 2014 settembre 19         |                                               |
| Danimarca                 | 2004 giugno 28            |                                               |
| Gibuti                    | -                         | "Nessun protocollo internazionale"            |
| Dominica                  | -                         | Convenzione di Varsavia e Protocollo dell'Aja |
| Rep. Dominicana           | 2007 novembre 20          |                                               |
| Ecuador                   | 2006 agosto 26            |                                               |
| Egitto                    | 2005 aprile 25            |                                               |
| El Salvador               | -                         | Convenzione di Varsavia e Protocollo dell'Aja |
| Guinea Equatoriale        | 2015 novembre 17          | Convenzione di Varsavia                       |
| Eritrea                   | -                         | "Nessun protocollo internazionale"            |
| Estonia                   | 2003 novembre 4           |                                               |
| Etiopia                   | 2014 giugno 22            |                                               |
| Figi                      | -                         | Convenzione di Varsavia e Protocollo dell'Aja |
| Finlandia                 | 2004 giugno 28            |                                               |
| Francia                   | 2004 giugno 28            |                                               |
| Gabon                     | 2014 aprile 5             |                                               |
| Gambia                    | 2004 maggio 9             |                                               |
| Georgia                   | 2011 febbraio 18          |                                               |
| Germania                  | 2004 giugno 28            |                                               |
| Ghana                     |                           | Firmata. Non ratificata                       |
| Grecia                    | 2003 novembre 4           |                                               |
| Grenada                   | -                         | Hague Protocol                                |
| Guatemala                 | -                         | Convenzione di Varsavia e Protocollo dell'Aja |
| Guinea                    | -                         | Convenzione di Varsavia e Protocollo dell'Aja |
| Guinea-Bissau             | -                         | "Nessun protocollo internazionale"            |
| Guyana                    | 2015 febbraio 21          |                                               |
| Haiti                     | -                         | "Nessun protocollo internazionale"            |
| Honduras                  | -                         | Convenzione di Varsavia                       |
| Ungheria                  | 2005 gennaio 7            |                                               |
| Islanda                   | 2004 agosto 16            |                                               |
| India                     | 2009 giugno 30            |                                               |
| Indonesia                 | -                         | Convenzione di Varsavia                       |
| Iran                      | -                         | Convenzione di Varsavia e Protocollo dell'Aja |
| Iraq                      | -                         | Convenzione di Varsavia e Protocollo dell'Aja |
| Irlanda                   | 2004 giugno 28            |                                               |
| Israele                   | 2011 marzo 20             |                                               |
| Italia                    | 2004 giugno 28            |                                               |
| Giamaica                  | 2009 settembre 5          |                                               |
| Giappone                  | 2003 novembre 4           |                                               |
| Giordania                 | 2003 novembre 4           |                                               |
| Kazakistan                | 2015 agosto 31            |                                               |
| Kenya                     | 2003 novembre 4           |                                               |
| Kiribati                  | -                         | "Nessun protocollo internazionale"            |
| Kuwait                    | 2003 novembre 4           |                                               |
| Kirghizistan              | -                         | Convenzione di Varsavia e Protocollo dell'Aja |
| Laos                      | -                         | Convenzione di Varsavia e Protocollo dell'Aja |
| Lettonia                  | 2005 febbraio 15          |                                               |
| Libano                    | 2005 maggio 14            |                                               |
| Lesotho                   | -                         | Convenzione di Varsavia e Protocollo dell'Aja |
| Liberia                   | -                         | Convenzione di Varsavia                       |
| Libia                     | -                         | Convenzione di Varsavia e Protocollo dell'Aja |
| Liechtenstein             | 2004 giugno 28            |                                               |
| Lituania                  | 2005 gennaio 29           |                                               |
| Lussemburgo               | 2004 giugno 28            |                                               |
| Madagascar                | 2007 febbraio 26          |                                               |
| Malawi                    | -                         | Convenzione di Varsavia e Protocollo dell'Aja |
| Malaysia                  | 2008 febbraio 29          |                                               |
| Maldive                   | 2005 dicembre 30          |                                               |
| Mali                      | 2008 marzo 16             |                                               |
| Malta                     | 2004 luglio 4             |                                               |
| Isole Marshall            | -                         | "Nessun protocollo internazionale"            |
| Mauritania                | -                         | Convenzione di Varsavia                       |
| Mauritius                 |                           | Firmata. Non ratificata                       |
| Messico                   | 2003 novembre 4           |                                               |
| Micronesia                | -                         | "Nessun protocollo internazionale"            |
| Monaco                    | 2004 ottobre 17           |                                               |
| Mongolia                  | 2004 dicembre 4           |                                               |
| Montenegro                | 2010 marzo 16             |                                               |
| Marocco                   | 2010 giugno 14            |                                               |
| Mozambico                 | 2014 marzo 28             |                                               |
| Birmania                  | -                         | Convenzione di Varsavia                       |
| Namibia                   | 2003 novembre 4           |                                               |
| Nauru                     | -                         | Convenzione di Varsavia e Protocollo dell'Aja |
| Nepal                     | -                         | Convenzione di Varsavia e Protocollo dell'Aja |
| Paesi Bassi               | 2004 giugno 28            |                                               |
| Nuova Zelanda             | 2003 novembre 4           |                                               |
| Nicaragua                 | -                         | "Nessun protocollo internazionale"            |
| Niger                     |                           | Firmata. Non ratificata                       |
| Nigeria                   | 2003 novembre 4           |                                               |
| Norvegia                  | 2004 giugno 28            |                                               |
| Oman                      | 2007 luglio 27            |                                               |
| Pakistan                  | 2007 febbraio 17          |                                               |
| Palau                     | -                         | "Nessun protocollo internazionale"            |
| Panama                    | 2003 novembre 4           |                                               |
| Papua Nuova Guinea        | -                         | Convenzione di Varsavia e Protocollo dell'Aja |
| Paraguay                  | 2003 novembre 4           |                                               |
| Perù                      | 2003 novembre 4           |                                               |
| Filippine                 | -                         | Convenzione di Varsavia e Protocollo dell'Aja |
| Polonia                   | 2006 marzo 18             |                                               |
| Portogallo                | 2003 novembre 4           |                                               |
| Qatar                     | 2005 novembre 14          |                                               |
| Corea del Sud             | 2007 dicembre 29          |                                               |
| Moldavia                  | 2009 maggio 16            |                                               |
| Romania                   | 2003 novembre 4           |                                               |
| Russia                    | -                         | Convenzione di Varsavia e Protocollo dell'Aja |
| Ruanda                    | -                         | Convenzione di Varsavia e Protocollo dell'Aja |
| Saint Kitts e Nevis       | -                         | "Nessun protocollo internazionale"            |
| Saint Lucia               | -                         | "Nessun protocollo internazionale"            |
| Saint Vincent e Grenadine | 2004 maggio 28            |                                               |
| Samoa                     | -                         | Convenzione di Varsavia e Protocollo dell'Aja |
| San Marino                | -                         | "Nessun protocollo internazionale"            |
| São Tomé e Príncipe       | -                         | "Nessun protocollo internazionale"            |
| Arabia Saudita            | 2003 dicembre 14          |                                               |
| Senegal                   |                           | Firmata. Non ratificata                       |
| Serbia                    | 2010 aprile 4             |                                               |
| Seychelles                | 2010 novembre 12          |                                               |
| Sierra Leone              | -                         | Convenzione di Varsavia                       |
| Singapore                 | 2007 novembre 16          |                                               |
| Slovacchia                | 2003 novembre 4           |                                               |
| Slovenia                  | 2003 novembre 4           |                                               |
| Isole Salomone            | -                         | Convenzione di Varsavia e Protocollo dell'Aja |
| Somalia                   | -                         | "Nessun protocollo internazionale"            |
| Sudafrica                 | 2007 gennaio 21           |                                               |
| Sudan del Sud             | -                         | "Nessun protocollo internazionale"            |
| Spagna                    | 2004 giugno 28            |                                               |
| Sri Lanka                 | -                         | Convenzione di Varsavia e Protocollo dell'Aja |
| Sudan                     |                           | Firmata. Non ratificata                       |
| Suriname                  | -                         | Convenzione di Varsavia e Protocollo dell'Aja |
| eSwatini                  |                           | Firmata. Non ratificata                       |
| Svezia                    | 2004 giugno 28            |                                               |
| Svizzera                  | 2005 settembre 5          |                                               |
| Siria                     | 2003 novembre 4           |                                               |
| Tagikistan                | -                         | "Nessun protocollo internazionale"            |
| Thailandia                | -                         | "Nessun protocollo internazionale"            |
| Macedonia del Nord        | 2003 novembre 4           |                                               |
| Timor Est                 | -                         | "Nessun protocollo internazionale"            |
| Togo                      |                           | Firmata. Non ratificata                       |
| Tonga                     | 2004 gennaio 19           |                                               |
| Trinidad e Tobago         | -                         | Convenzione di Varsavia e Protocollo dell'Aja |
| Tunisia                   | -                         | Convenzione di Varsavia e Protocollo dell'Aja |
| Turchia                   | 2011 marzo 26             |                                               |
| Turkmenistan              | -                         | Convenzione di Varsavia                       |
| Tuvalu                    | -                         | "Nessun protocollo internazionale"            |
| Uganda                    | -                         | Convenzione di Varsavia                       |
| Ucraina                   | 2009 maggio 5             |                                               |
| Emirati Arabi Uniti       | 2003 novembre 4           |                                               |
| Regno Unito               | 2004 giugno 28            |                                               |
| Tanzania                  | 2003 novembre 4           |                                               |
| Stati Uniti               | 2003 novembre 4           |                                               |
| Uruguay                   | 2008 aprile 4             |                                               |
| Uzbekistan                | -                         | Convenzione di Varsavia e Protocollo dell'Aja |
| Vanuatu                   | 2006 gennaio 8            |                                               |
| Venezuela                 | -                         | Convenzione di Varsavia e Protocollo dell'Aja |
| Vietnam                   | -                         | Convenzione di Varsavia e Protocollo dell'Aja |
| Yemen                     | -                         | Convenzione di Varsavia e Protocollo dell'Aja |
| Zambia                    |                           | Firmata. Non ratificata                       |
| Zimbabwe                  | -                         | Convenzione di Varsavia e Protocollo dell'Aja |